# Юнусова, Гульфия Азнагуловна
Гульфия Азнагуловна Юнусова (Идельбаева) (баш. Гөлфиә Аҙнағол ҡыҙы Юнысова (Иҙелбаева); род. 10 сентября 1948, Сарышево, Башкирская АССР) — башкирская поэтесса и переводчица, драматург, журналист. Член Союза писателей Республики Башкортостан (1974), член Союза журналистов Республики Башкортостан (1979). Заслуженный работник культуры Российской Федерации (2005). Народный поэт Республики Башкортостан (2015).

## Биография
Юнусова Гульфия Азнагуловна родилась 10 сентября 1948 года в деревне Сарышево Альшеевского района Башкирской АССР. После окончания Раевской средней школы поступила на филологический факультет Башкирского государственного университета (ныне Уфимский университет науки и технологий).
В 1971 году окончила Башкирский государственный университет (ныне Уфимский университет науки и технологий).
С 1970 года работала преподавателем в Сибайском педагогическом училище.
С 1973 года является сотрудником отдела литературы и культуры газеты «Совет Башҡортостаны».
С 1974 года работает в журнале «Пионер» в должности литературного сотрудника.
В 1978—1999 гг., на протяжении более 20 лет, являлась главным редактором журнала «Башҡортостан ҡыҙы». Одновременно в 1990—1993 гг. была сопредседателем Союза российских женщин, а в 2003—2004 гг. — председатель Общества башкирских женщин Республики Башкортостан. Трижды избиралась депутатом Уфимского городского совета, была депутатом Верховного Совета РСФСР XII созыва и депутатом Государственного Собрания — Курултая Республики Башкортостан II созыва.

## Творческая деятельность
В 1969 году был издан первый сборник стихотворений Гульфии Юнусовой — «Миңә бары өс кенә» («Мне лишь три годика»).
В произведениях для детей, которые вошли в сборники «Зәңгәр тубым» (1971; «Голубой мой мячик»), «Дома улыбаются» (1980), «Һандуғас моңо» (1998; «Песня соловушки»), «Йәйғор» (2003; «Радуга») и другие, Гульфия Азнагуловна описывая окружающий мир детей, выступает как знаток детской психологии. Позднее стихи поэтессы вошли в сборники «Буҙ турғай йыры» (1983; «Песня жаворонка»), «Өмөтөмдән юғалма» (1990; «Не исчезай в надежде»), «Аҡ ямғыр» (1998; «Белые дожди»).
Произведения поэтессы были переведены на 25 языков (азербайджанский, белорусский, грузинский, каракалпакский, русский, финский, японский и другие). Сама поэтесса занималась переводами на башкирский язык стихотворений К. Ш. Кулиева, А. П. Филиппова и других.
На стихи Гульфии Юнусовой композиторами Н. А. Даутовым, С. А. Низаметдиновым, Р. Х. Сахаутдиновой и другими написаны более 300 лирических и детских песен, некоторые из которых вышли тремя отдельными сборниками с нотами под названиями «Песня соловушки», «Перемена» и «Сто песен для детей». Также были выпущены аудиокассеты с песнями на её стихи. Музыкальная комедия Гульфии Азнагуловны — «Осоп булмай ҡанатһыҙ» («Без крыльев не взлететь») была поставлена Сибайским драматическим театром.

## Книги
- Праздник памяти: стихи / Г. Юнусова; [ред. С. Воробьев]. — Уфа: Башк. кн. изд-во, 1986. — 88 с.
- Солнечный остров: избр. стихи / Г. А. Юнусова; [сост. А. Филиппов]. — Уфа : [Полиграфиздат], 1998. — 272 с.
- Наша песня: стихи. М., 1986.
- Надежда: стихотворения. М., 1988.
- Һайланма әҫәрҙәр. 2 томда. 1‑се т. Шиғырҙар, йырҙар. Өфө, 2011.

## Награды и звания
- Орден «Знак Почёта» (16.11.1984)[3]
- Заслуженный работник культуры Российской Федерации (06.06.2005)
- Народный поэт Республики Башкортостан (2015)
- Заслуженный работник культуры Башкирской АССР (1989)
- Премия Республики Башкортостан имени Акмуллы (2000)
- Отличник образования Республики Башкортостан (2000)
- Почётная грамота Республики Башкортостан[4];
- Государственная премия Республики Башкортостан имени Хадии Давлетшиной (2006).
- орден Салавата Юлаева (2023)
- Почетный гражданин города Уфы (2023)